# Parco del Prado
Il Parco del Prado è una zona verde di Montevideo, la capitale dell'Uruguay.

## Storia
Il parco nasce inizialmente come tenuta privata di Don José Buschental, poi acquistata da Don Adolfo del Campo nel 1872, il quale la aprì al pubblico con il nome di Prado Oriental. Il parco venne quindi successivamente espropriato dal municipio.
Con l'elezione di Ramón Benzano a sindaco di Montevideo (1911-1913), questi diede la priorità alla creazione di grandi spazi verdi «per dotare la popolazione di polmoni verdi». Pertanto, con il progetto di legge dell'11 de marzo 1912 venne autorizzato l'acquisto degli edifici nella zona in cui oggi si trova il parco per permetterne l'ampliamento.

## Descrizione
Sono inclusi all'interno dei confini del parco il Roseto del Prado, lo Chalet di Buschental, l'Hotel del Prado, l'Isola dei Cipressi, i padiglioni dell'Associazione rurale dell'Uruguay così come diversi monumenti tra i quali vale la pena ricordare La diligencia di José Belloni e Los últimos charrúas di Edmundo Prati, Gervasio Furest Muñoz e Enrique Lussich. Nel parco si trova inoltre il Museo e Giardino Botanico Professor Atilio Lombardo, le serre municipali e la scuola di giardinaggio.
Sono anche di particolare importanza gli esemplari vegetali ospitati nel parco nel suo insieme, alcuni dei quali dichiarati "monumenti vegetali" nazionali in qualità di unici esemplari presenti nel parco di una particolare specie; tra le molte ospitate nel parco figurano esemplari di Jubaea chilensis, Damara e Araucaria di alto fusto, mentre le sponde del torrente Miguelete, il placido corso d'acqua che attraversa il parco, sono popolate da cipressi e salici.